# Rima Hassan
Rima Hassan Mobarak, född 28 april 1992, är en fransk jurist och politiker av palestinskt ursprung, född i flyktinglägret Neirab, nära Aleppo, Syrien. Hon är EU-parlamentariker för franska La France Insoumises.

## Uppväxt och utbildning
Rima Hassan Mobarak föddes den 28 april 1992 i Neirab-lägret nära Aleppo i Syrien, som yngst av sex barn. Hennes mor, Nabiha (1958–2021), var lärare, medan hennes far, Ahmad, är en före detta mekaniker i det syriska flygvapnet. Hennes palestinska farföräldrar, ursprungligen från byn Al-Birwa nära Acre, tvingades i exil till Syrien under Nakba i maj 1948. Hennes mormor, å andra sidan, kom från en framstående syrisk-kurdisk familj och gifte sig med en palestinsk flykting från Salfit. Eftersom hennes anmärkningsvärda status kolliderade med hans status som palestinsk kommunistisk flykting, valde hon att överge sitt arv och bosätta sig med honom i flyktinglägret.
På grund av det olyckliga äktenskapet och en destruktiv relation mellan föräldrarna lämnade Hassans mamma lägret kort efter hennes födsel och lyckades immigrera till Frankrike, där hon återförenades med en av sina systrar. Hon tillbringade sedan åtta år med att försöka återfå vårdnaden om sina barn och överföra dem till Frankrike. Hennes mamma lyckades slutligen återfå vårdnaden, och Hassan anlände till Frankrike vid nio års ålder. Hon bosatte sig i Niort, i Deux-Sèvres, med sin mor, syster och fyra bröder. Hon tog en naturvetenskaplig examen från La Venise Verte High School år 2011.
Hon var statslös fram till vuxen ålder och fick franskt medborgarskap år 2010. Så snart hon nådde myndighetsåldern försökte hon resa till Palestina via Tel Aviv i avsikt att "äntligen upptäcka sina förfäders land", men hon hindrades från att gå ombord på Charles de Gaulle-flygplatsen.
Efter dessa händelser fortsatte hon med juridikstudier och tog sin kandidatexamen, först vid Évry-universitetet och sedan vid Montpellier-universitetet, fram till 2014. Hon tillbringade ett år i Libanon och avslutade sin masterexamen 2016 vid Panthéon-Sorbonne-universitetet. Hon fokuserade sin uppsats i  internationell rätt på en juridisk jämförelse om apartheidfrågan mellan Sydafrika och Israel.

## Politik
I EU-valet 2024 anslöt sig Hassan till La France Insoumises (LFI) lista, där hon placerades på sjunde plats, efter att också ha blivit tillfrågad om att ställa upp på De grönas lista utanför rimligt valbar plats. Hon blev vald. Hon förklarar sitt politiska engagemang för LFI:s lista med det "brådskande behovet av att agera politiskt nu" angående situationen i Gazaremsan.